# Paris–Roubaix 1963

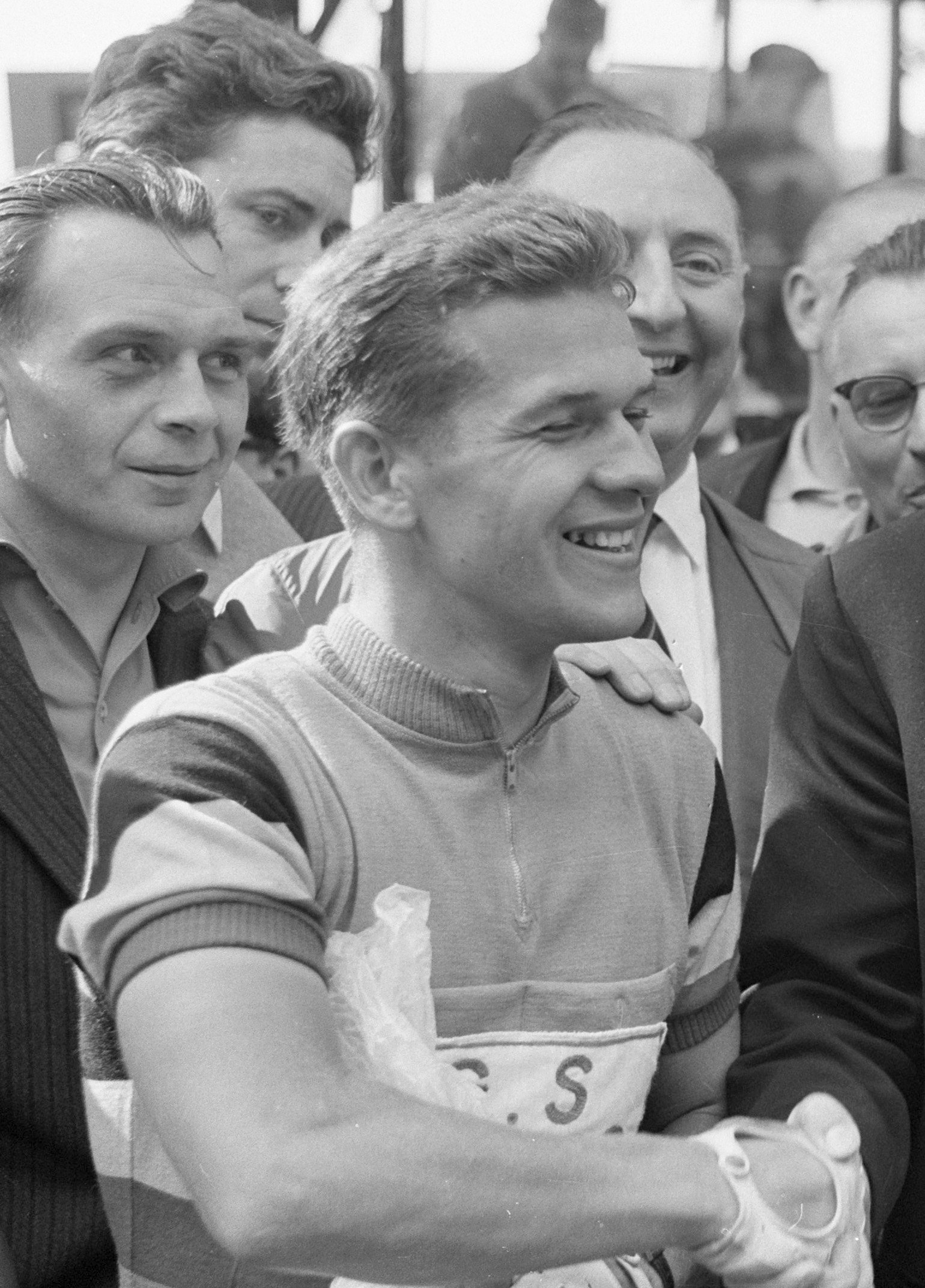
Emile Daems (1961)

Das Eintagesrennen Paris–Roubaix 1963 war die 61. Austragung des Radsportklassikers und fand am Sonntag, den 7. April 1963, statt.
Das Rennen führte von Saint-Denis, nördlich von Paris, nach Roubaix, wo es im Vélodrome André-Pétrieux endete. Die Strecke war 266 Kilometer lang. Es konnten sich 78 Fahrer platzieren. Der Sieger Emile Daems absolvierte das Rennen mit einer Durchschnittsgeschwindigkeit von 37,68 km/h.
20 Kilometer lang führte Noël Foré das Rennen im Alleingang an, bis er zwei Kilometer vor dem Ziel von Rolf Wolfshohl eingeholt wurde. Kurz danach schloss Rik Van Looy als Anführer einer Gruppe mit starken Fahrern zu Wolfshohl auf, und es kam auf der Radrennbahn zu einer Sprintentscheidung mit elf Fahrern. Van Looy wollte das Rennen für sich entscheiden, indem er von oben in voller Geschwindigkeit versuchte, den führenden Daems abzufangen, was ihm aber nicht gelang. Wolfshohl belegte Rang elf.